# Бокс, Шэннон
Шэннон Бокс (англ. Shannon Boxx, в замужестве Спирмен, англ. Spearman; род. 29 июня 1977, Фонтана, Калифорния) — американская футболистка, игравшая на позиции полузащитника. Трёхкратная олимпийская чемпионка (2004—2012) и чемпионка мира 2015 года со сборной США.

## Биография
Родилась в Фонтане (Калифорния) в 1977 году. Образцом для подражания для девочки была её старшая сестра Гиллиан — будущая чемпионка Олимпийских игр 1996 года по софтболу.
Шэннон окончила среднюю школу в Торрансе (Калифорния), где играла на позиции центрального полузащитника достаточно успешно, чтобы быть включённой в символическую школьную сборную США. В 1995 году начала учёбу в Университете Нотр-Дам, где на этой позиции играла третьекурсница Синди Доз — уже на тот момент игрок символической студенческой сборной США, —и поэтому тренер Крис Петручелли использовал Бокс в самых разных амплуа, кроме этого. Университет Нотр-Дам успешно провёл первый для Бокс сезон в 1995 году, впервые в своей истории победив в I дивизионе NCAA. По пути к титулу «Сражающиеся ирландки» победили 12-кратных чемпионок NCAA, сборную Университета Северной Каролины, на поле соперниц, а затем в финале одержали победу над Портлендским университетом в третьем тайме дополнительного времени. На следующий год команда Бокс проиграла Северной Каролине в финале в овертайме. В сезоне 1997 года Университет Нотр-Дам одержал 23 победы при 1 ничьей и одном поражении, забив 135 мячей и пропустив 9, но выбыл из борьбы в полуфинале, а в последний сезон Бокс — в четвертьфинале. Всего за 4 года Бокс провела за Университет Нотр-Дам 101 игру, одержав 89 побед при 8 ничьих и 4 поражениях, однако ввиду обилия звёзд в составе не привлекла внимания специалистов, ни разу не попав в символическую сборную страны. С 1995 по 1997 год она трижды включалась во 2-ю сборную конференции Big East. В общей сложностью за 101 матч на счету Бокс было 39 голов и 57 результативных передач. Завершила учёбу со степенями по психологии и афроамериканским исследованиям.
По окончании университета Бокс провела по одному сезону в команде «Бостон Ренегейдс» в полупрофессиональной американской W-League и в немецком клубе «Саарбрюккен», выступавшем в женской Бундеслиге. Эти выступления, однако, разочаровали футболистку, и она вернулась в США с намерением продолжить учёбу и получить вторую степень по клинической психологии. Однако с образованием в 2001 году в США профессиональной Женской объединённой футбольной ассоциации (WUSA) Бокс вернулась в футбол и два сезона играла в клубе этой лиги «Сан-Диего Спирит». В свой первый год в «Сан-Диего» участвовала во всех матчах клуба, но во втором сезоне стала реже попадать в состав и в межсезонье была обменяна в «Нью-Йорк Пауэр». Снижение роли, которую Бокс играла в команде, было связано с тем, что футболистка начала страдать от приступов усталости, во время которых с трудом могла доводить до конца тренировки и даже подниматься по лестнице. Через несколько месяцев у неё диагностировали синдром Шегрена — системное аутоиммунное заболевание, которое, однако, можно контролировать с помощью медикаментов. Конец сезона 2002 года был омрачён также травмой ноги.
Несмотря на болезнь, в «Нью-Йорке» карьера Бокс перешла на новый уровень. По итогам сезона 2003 года она была включена в символическую первую сборную лиги, и комиссар WUSA Тони ди Чикко (тренер чемпионского состава сборной США 1999 года) назвал её «лучшим оборонительным защитником в нашей лиге». Затем Бокс, которую в 2001—2002 годах приглашали на сборы национальной команды США, но отсеивали из основного состава, наконец попала в костяк сборной, где накануне предстоящего чемпионата мира явно проседала позиция опорного полузащитника после того, как завершила карьеру Мишель Экерс.
В 26 лет футболистка «Нью-Йорка» стала самой возрастной дебютанткой в истории национальной команды США и первым игроком без предшествующего опыта в международных матчах, включённым в состав сборной США на чемпионат мира. Она забила по голу в двух товарищеских матчах, предшествовавших чемпионату мира, а затем и в стартовой встрече чемпионата против сборной Швеции, став также первым игроком в истории американской команды, забивавшим в каждом из первых трёх своих матчей. В итоге Бокс 5 раз за чемпионат выходила на поле в стартовом составе, забив ещё один мяч в матче за бронзовые медали в ворота канадской сборной. На Олимпийских играх 2004 года она уже выходила на поле в стартовом составе сборной США во всех 6 матчах, забила первый гол олимпийского турнира в матче против сборной Греции и завоевала чемпионский титул. На следующий год в голосовании по кандидаткам на звание игрока года ФИФА Бокс заняла третье место, уступив только немке Биргит Принц и бразильянке Марте.
Проблемы со здоровьем, однако, продолжались. Бокс пропустила из-за травм почти весь сезон 2006 года, а к 2007 году болезненное опухание кистей, локтей и коленей позволило врачам уточнить диагноз футболистки: у неё была определена волчанка. Поскольку эта аутоиммунная болезнь не заразна и поддаётся медикаментозному контролю, Бокс на этом этапе карьеры решила не информировать о диагнозе широкие круги общества, но поделилась информацией только с товарищем по сборной Кристи Рампон. Она вернулась в состав сборной США и отыграла в её составе все матчи чемпионата мира 2007 года, за исключением игры за бронзовые медали — этот матч полузащитница пропустила из-за второй жёлтой карточки, полученной в полуфинале против команды Бразилии. В 2008 году на Олимпийских играх в Пекине Бокс провела от начала и до конца все игры сборной США и вместе с товарищами по команде, демонстрируя агрессивный, атлетический стиль игры, завоевала второе подряд звание олимпийской чемпионки. Между этими двумя турнирами она помогла американской команде выиграть Турнир четырёх наций, как и чемпионат мира и Олимпийские игры, проходивший в Китае. В матче против команды хозяек соревнования она забила единственный гол сборной США, обеспечив ей победу не только в игре, но и во всём турнире. В 2009 году в Кубке Алгарве — ещё одном престижном международном турнире — Бокс сравняла счёт в финальной игре за считанные секунды до конца.
После создания в 2009 году лиги Women’s Professional Soccer Бокс стала игроком клуба «Лос-Анджелес Сол». Эта команда, однако, была ликвидирована после первого сезона, и в 2010 году полузащитница выступала в WPS за клубы «Сент-Луис Атлетика» и «Голд Прайд», которые постигла та же судьба. В 2011 году Бокс оказалась уже в составе клуба «magicJack», где оставалась до окончательного коллапса WPS. На чемпионате мира 2011 года Бокс пропустила только один матч, отыграв от начала до конца остальные пять, и завоевала со сборной США серебряные медали, уступив в финальном матче команде Китая по пенальти. По итогам турнира она была включена в его символическую сборную всех звёзд. На следующий год Бокс участвовала в третьих за карьеру Олимпийских играх. Уже в первом тайме стартового матча, который американки проводили против сборной Франции она получила травму мышц бедра, однако после интенсивной реабилитационной терапии успела вернуться на поле к финальной игре с командой Японии. Отыграв весь матч, окончившийся со счётом 2:1, футболистка в третий раз подряд стала со сборной США олимпийской чемпионкой и после этой победы наконец сделала свою болезнь достоянием гласности.
С 2013 по 2015 год Бокс выступала в новообразованной Национальной женской футбольной лиге (NWSL) за клуб «Чикаго Ред Старз», однако на поле появлялась редко, в общей сложности сыграв 5 матчей в первый сезон и 2 — во второй. В 38 лет она была включена в состав сборной США на чемпионат мира 2015 года. Хотя опытная полузащитница провела на поле всего 16 минут за весь турнир, она играла важную роль в команде как ментор Морган Брайан, занявшей позицию опорной полузащитницы в основном составе. Надёжная игра Брайан дала нападающей Карли Ллойд возможность более свободно оперировать на переднем крае атаки сборной США, и в итоге американки стали чемпионками мира. Вскоре после этого Бокс объявила об окончании карьеры сначала в NWSL, а после завершения победного турне сборной США по стране — и в национальной команде. Свой последний матч за сборную она провела в октябре 2015 года против сборной Бразилии. В этом матче Бокс провела на поле 41 минуту, выйдя на игру с капитанской повязкой, а на её футболке впервые появилась фамилия мужа — Спирмен. Эта игра стала 195-й для полузащитницы в составе сборной США. За 13 лет выступлений в национальной команде она забила 27 мячей.